# اواگت
اواگت (به انگلیسی: Awagat) یک منطقهٔ مسکونی در پاکستان است. اواگت ۱۷۵ متر بالاتر از سطح دریا واقع شده‌است.